# GM Family Z
GM Family Z — рядный четырёхцилиндровый турбодизельный двигатель внутреннего сгорания, выпускавшийся с 2010 по 2015 год компанией General Motors. Являлся заменой двигателя VM Motori RA420 в моторной гамме автомобилей Chevrolet, Daewoo, Opel и Holden.
Двигатель оснащён цепной передачей, клапанным механизмом DOHC с гидравлическими натяжителями, сдвоенными балансировочными валами в масляном насосе и электронным управлением турбокомпрессором с изменяемой геометрией. Система Common Rail работает при давлении до 1800 бар, а максимальное давление в цилиндре составляет 180 бар, что повышает мощность и крутящий момент. Степень сжатия составляет 16,5:1.
В 2012 году степень сжатия была снижена до 16,3:1, а впускной клапан стал увеличивать поток воздуха и контроль завихрения, улучшая выбросы и производительность оксидов азота (NOx).

## Chevrolet Captiva/Opel Antara
| Объём                 | Мощность                            | Крутящий момент         | Код/RPO         | Годы производства                      |
| --------------------- | ----------------------------------- | ----------------------- | --------------- | -------------------------------------- |
| 2,0 л (1998 см3) VCDi | 120 кВт (161 л. с.) при 3800 об/мин | 360 Н·м при 2000 об/мин | Z20D1, LNP      | 2011—2015 (Chevrolet) 2010—2013 (Opel) |
| 2,2 л (2231 см3) VCDi | 120 кВт (161 л. с.) при 3800 об/мин | 360 Н·м при 2000 об/мин | A22DM, LNQ/LNR  | 2011—2015 (Chevrolet) 2010—2013 (Opel) |
| 2,2 л (2231 см3) VCDi | 135 кВт (181 л. с.) при 3800 об/мин | 400 Н·м при 2000 об/мин | A22DMH, LNQ/LNS | 2011—2015 (Chevrolet) 2010—2013 (Opel) |

## Chevrolet Cruze
| Объём                 | Мощность                            | Крутящий момент              | Годы производства |
| --------------------- | ----------------------------------- | ---------------------------- | ----------------- |
| 2,0 л (1998 см3) VCDi | 120 кВт (161 л. с.) при 3800 об/мин | 360 Н·м при 1750—2750 об/мин | 2011—2015         |

## Chevrolet Malibu
| Объём                 | Мощность                            | Крутящий момент         | Годы производства |
| --------------------- | ----------------------------------- | ----------------------- | ----------------- |
| 2,0 л (1998 см3) VCDi | 120 кВт (161 л. с.) при 4000 об/мин | 350 Н·м при 1750 об/мин | 2012—2015         |

## Chevrolet Orlando
| Объём                 | Мощность                            | Крутящий момент         | Годы производства |
| --------------------- | ----------------------------------- | ----------------------- | ----------------- |
| 2,0 л (1998 см3) VCDi | 120 кВт (161 л. с.) при 3800 об/мин | 350 Н·м при 2000 об/мин | 2012—2015         |
| 2,0 л (1998 см3) VCDi | 96 кВт (129 л. с.) при 3800 об/мин  | 315 Н·м при 2000 об/мин | 2012—2015         |